# Šķirotava
Šķirotava es un barrio de la ciudad de Riga, Letonia.

## Superficie
Posee una superficie de 10,057 kilómetros cuadrados (1005,7 hectáreas).

## Población
Hasta 2021 presentaba una población de 2109 habitantes, con una densidad de población de 209,7 habitantes por kilómetro cuadrado.

## Transporte

### Rutas
- Autobús: 3, 13, 15, 20, 31, 34, 47, 49, 50, 52.[1]
- Trolebús: 16, 22.[1]